# Кар'єрна (зупинний пункт, Південно-Західна залізниця)
Кар'єрна (до 2009 року — Будки, до 25 квітня 2024 року — Платформа 1132 км) — пасажирський залізничний зупинний пункт Жмеринської дирекції Південно-Західної залізниці на електрифікованій на лінії Жмеринка — Журавлівка між станціями Жмеринка (6 км) та Ярошенка (9 км). Розташований за кількасот метрів від села Станіславчик Жмеринського району Вінницької області.

## Історія
У 2009 році зупинний пункт Будки перейменований на Платформу 1132 км.
25 квітня 2024 року зупинний пункт перейменований на Кар'єрну.

## Пасажирське солучення
На платформі Кар'єрна зупиняються приміські поїзди у Жмеринському та Вапнярському напрямках.
З 18 червня 2021 року призначено приміський електропоїзд сполученням  Козятин — Кодима (через  станції Вінницю, Жмеринку, Вапнярку, Крижопіль).
На станції Вапнярка існує узгоджена пересадка на приміські електропоїзди до Одеси, а на станції Жмеринка — до Вінниці, Козятина, Хмельницького, Гречан та Могилева-Подільського.